# 카르디토
카르디토(이탈리아어: Cardito)는 이탈리아 캄파니아주 나폴리현에 위치한 코무네다. 나폴리로부터 북동쪽으로 14km 거리에 있다.